# 水丁香
水丁香（学名：Ludwigia octovalvis）是一年生柳叶菜科丁香蓼属的植物，分布在非洲、南美洲、台湾、太平洋岛屿、亚热带、亚洲、大洋洲以及中国大陆的广东、香港、广西、云南、福建、海南、浙江、江西等地，生长于海拔750米以下的地区，多生长在田边、湖塘边、沟谷旁以及开旷沼泽湿润处，目前尚未由人工引种栽培。
高20-50厘米，茎基本直立，有棱角，略带四方形，基部木质化，暗红紫色。单叶互生。花黄色四瓣。蒴果长1.5-2厘米，微弯，类似小香蕉，所以水丁香也被称为“水香蕉”或“假蕉”，蒴果内有细小的棕黄色种子。水丁香生长在靠水的地方，一般在稻田旁、沼泽地，生长于热带和暖温带，在中国长江以南各地都有分布，是一种稻田杂草，一般花期为7-8个月，但在温暖的地方一年四季都开放。

## 别名
草里金钗（本草纲目拾遗）、针筒刺（海南）、水龙、水秧草（云南）、扫锅草（广西）。

## 异名
- Jussiaea suffruticosa L.

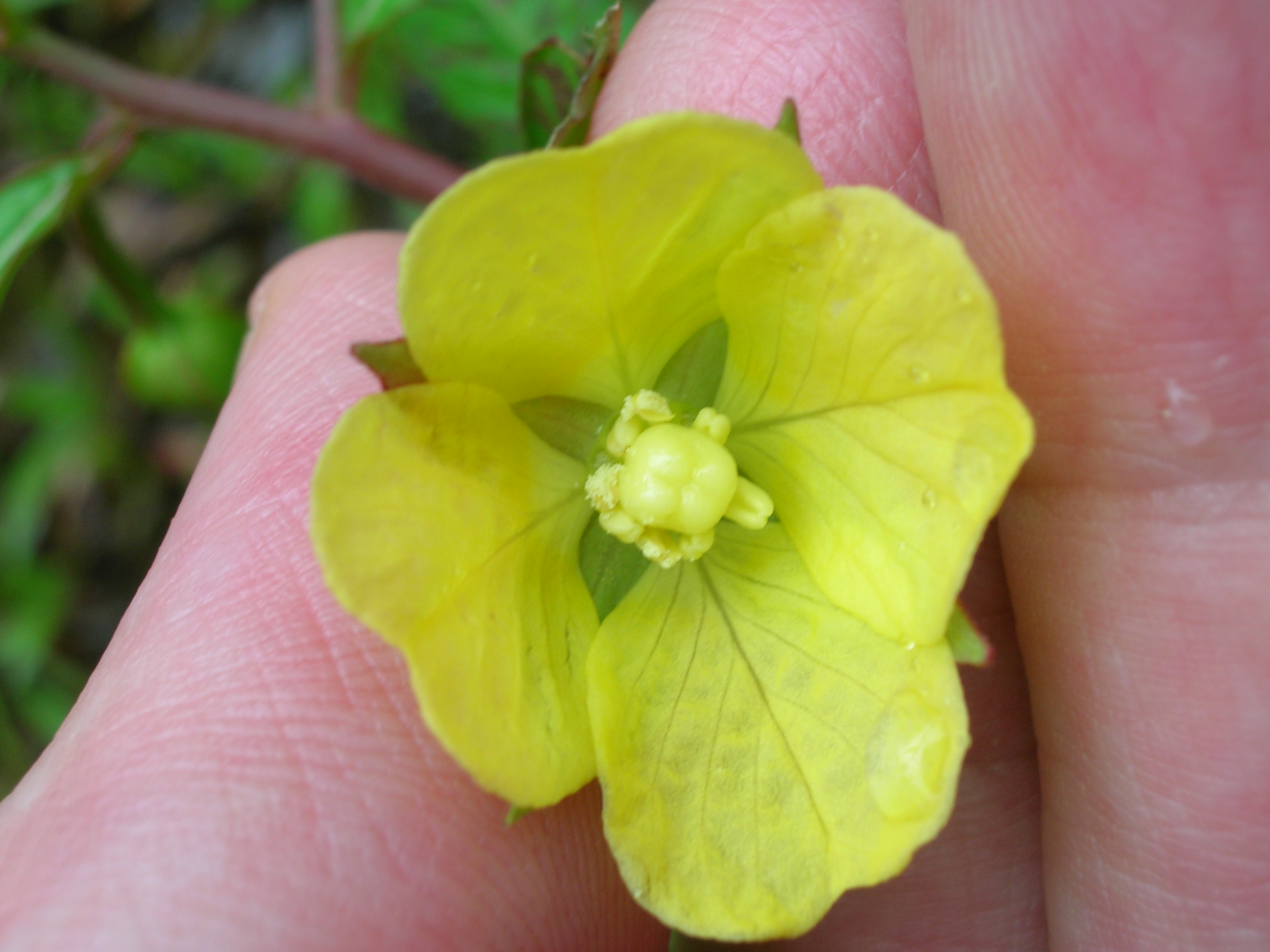
水丁香的花

- Ludwigia octovalvis (Jacq.) Raven ssp. sessiliflora (Mich.) Raven